# Académie de Die
L'Académie de Die est une université protestante fondée à Die 1604 et supprimée en 1684. 

## Historique

### Fondation de l'Académie protestante de Die
Les principes de la Réforme s'étant propagés avec rapidité et succès dans la province du Dauphiné, où les idées libérales avaient été de tout temps en honneur, le projet fut conçu d'organiser une académie au centre de cette région, si favorable à son développement.
L'Académie d'Orangeexistait déjà et pouvait suffire, mais celle-ci était peu florissante. De plus, sa situation en dehors du royaume pouvait être source, par la suite, de difficultés imprévues ; mieux valait à coup sûr s'établir fortement, toutes les fois que cela était possible, sur le sol français.
L'année même où parurent les lettres patentes autorisant l'érection de l'Académie de Saumur, et seulement deux mois après, en mai 1593,  Henri IV en accorda de nouvelles, datées de Nantes, « pour l’établissement d’un collège et université de la R. P. R. dans la ville de Montélimar, lui attribuant à cet effet tous les privilèges et immunités accordés aux autres collèges du royaume. »
Cet acte, signé pendant la conférence de Nantes, fut très mal accueilli par le Parlement de Grenoble, qui refusa de l'enregistrer. Trois jussions adressées par le roi en 1594, 1597 et 1603 restèrent sans effet comme sans réponse.
Les réformés n'avaient pas attendu tout ce temps pour se plaindre ; ils l'avaient fait en 1597, après la seconde jussion ; ils renouvelèrent leurs doléances le 4 juillet 1603 et obtinrent l'expédition d'une quatrième lettre, que le Parlement reçut l'ordre de vérifier dans le délai de trois mois après en avoir conféré avec les catholiques de la ville.
Dès 1596, un collège était en exercice à Die, et le conseil politique des Églises dauphinoises, réuni en 1601, demanda sa transformation en académie. Tout d'abord en concurrence avec Montélimar, la ville de Die l'emporta sur cette dernière lorsque le synode provincial du Dauphiné décida, en octobre 1603, en faveur de Die. La raison en est que la ville de Die était absolument acquise à la Réforme. « On ne trouve aucun catholique, dit M. Long, sur les registres des naissances pendant les premières années du XVIIe siècle. »
Le synode provincial de Grenoble se prononça, le 11 juin 1602, par 43 voix plus une conditionnelle pour Die, et 38 plus 10 conditionnelles, pour Montélimar. Le synode considérera ce vote comme un partage et en appela au jugement du gouverneur Lesdiguières, qui répondit que le collège devait appartenir « à celle des deux villes qui d’elle-même et de son propre donnerait le plus grand et assuré moyen pour la dotation d’iceluy ». Comme on avait parlé, depuis 1573, plus particulièrement de Montélimar, il estima que cette ville devait provisoirement obtenir la préférence, mais si dans un an les bâtiments n'étaient pas achevés et les revenus assurés, ses droits passeraient à l'Église de Die.
Celle-ci proposa immédiatement 4 000 écus pour les travaux de construction, un fonds de 3 000 écus hypothéqués, et une pension annuelle et perpétuelle de 32 000 écus. Montélimar n'ayant rien offert de positif, il fut, dès lors, résolu que si cette ville ne présentait pas au prochain synode provincial d'Embrun, du 2 juillet 1603 des conditions aussi avantageuses, Die aurait la préférence, à la condition que cette ville tiendrait ses engagements passés et que le collège serait achevé en six mois.
Le 14 février 1604, Henri IV publiait les lettres patentes réclamées par les consuls de Die, créant à Die « un collège aux lettres humaines et arts libéraux, avec principal et tel nombre de régents et autres officiers qu’il sera requis pour faire lecture et instruire la jeunesse en toute science et bonnes mœurs ». Les Diois déployèrent une grande activité pour hâter les travaux de construction du collège qui fut ouvert la même année. Sept régents, dont le premier portait également le nom de professeur d'éloquence ou de philologie, entrèrent en fonctions. Le premier principal, nommé par l'assemblée synodale extraordinaire, tenue à Die le 28 octobre 1604, fut Jean Guérin, le second régent. Le collège devait se substituer à l'école existante, entretenue « par les gentilshommes et bourgeois des lieux circonvoisins ». Mais jamais ces lettres ne furent vérifiées par le Parlement ; les doléances des Églises, l'effort tenté en 1606, rien n'y fit.
L'assemblée synodale de Die, qui régla les questions financières en même temps qu'elle arrêta les statuts projetés de l'Académie, nomma aussi le premier recteur. Ce fut le pasteur de Die, Pierre Appais. L'enseignement supérieur fut confié à un professeur de théologie, un d'hébreu et deux de philosophie. Il ne fut jamais question à Die des autres branches de cet enseignement. Le premier professeur en théologie auquel on adressa vocation fut le célèbre Daniel Chamier, que le synode de Gap avait refusé de céder à Die sans le consentement de son Église de Montélimar. Celle-ci ayant refusé de s'en dessaisir, le premier professeur fut Rattier, prêté en 1606 par MM. de Berne, qui réunit les deux chaires de théologie et d'hébreu : la même année, Jules Feuot fut élu professeur d'éloquence et régent de première; lui aussi était prêté par la ville de Berne, à la suite d'une démarche officielle dont avait été chargé le capitaine Gay, de Die.
Les catholiques, qui devaient, à l'origine, contribuer à l'entretien de cette école, adressèrent le  6 et le 30 octobre 1604, sommations aux consuls, pour déclarer qu'ils refusaient tout concours à la dite fondation. Ils étaient d'ailleurs bien peu nombreux : le porche de la cathédrale suffisait, paraît-il, aux besoins de leur culte. Néanmoins, l'évêque Pierre II de Gélas de Léberon portait toujours le titre d'évêque de Valence et de Die, et c'est dans une salle de son palais que les catholiques réunis en sa présence rédigèrent leurs sommations. Un arrêt du 18 décembre leur accorda pleine satisfaction à cet égard et, la même année, l'évêque établit à Die une mission de Jésuites.

### Suppression de l'Académie de Die
L'académie de Die fut supprimée, par arrêt du conseil, le 11 septembre 1684.